# Штрунц, Томас
То́мас Штрунц (1968, Дуйсбург) — немецкий футболист, полузащитник. Большую часть карьеры играл в составе Баварии, с которой несколько раз выигрывал чемпионат Германии и в 1996 году — Кубок УЕФА. В составе национальной сборной Германии выиграл чемпионат Европы 1996 года.

## Игровая карьера
Томас Штрунц родился в Дуйсбурге и начал карьеру в небольшом городском клубе ТуРа 88. Через несколько лет присоединился к молодёжной команде «Дуйсбурга». По прошествии пяти лет стал привлекаться к играм за основной состав. Сыграв за «зебр» около сотни матчей в чемпионате, в 1989 году перешёл в мюнхенскую «Баварию», в которой играл до начала 2001 года (с перерывом в 1992—1995 гг., когда играл за «Штутгарт»).

## Достижения
- Чемпион Европы 1996
- Победитель Лиги чемпионов 2001
- Победитель Межконтинентального Кубка 2001
- Победитель Кубка УЕФА 1996
- Финалист Лиги чемпионов 1999
- Чемпион Германии 1990, 1997, 1999, 2000, 2001
- Обладатель Кубка Германии 1998, 2000
- Обладатель Кубка Лиги Германии 1997, 1998, 1999, 2000